# Graffiti Tongue
Graffiti Tongue è un album di Christy Moore, pubblicato dalla Grapevine Records nel 1996.

## Tracce
1. Yellow Triangle – 2:44 (Christy Moore)
2. God Woman – 3:20 (Christy Moore)
3. Minds Locked Shut – 2:23 (Christy Moore)
4. Folk Tale – 3:00 (Christy Moore)
5. Riding the High Stool – 2:55 (Christy Moore)
6. Tiles and Slabs – 2:37 (Christy Moore)
7. Strange Ways – 3:16 (Christy Moore)
8. On the Mainland – 2:30 (Christy Moore)
9. Boning Halls – 2:27 (Christy Moore)
10. Miracles of Nature – 3:57 (Christy Moore)
11. North and South of the River – 3:39 (Bono, Christy Moore)
12. Rory Is Gone – 2:24 (Christy Moore, Nigel Rolfe)

## Musicisti
- Christy Moore - chitarra, bodhrán, voce
- Junior Moore - accompagnamento vocale, coro